# Tatsuro Kimura
Tatsuro Kimura (木村 龍朗 Kimura Tatsuro?, nacido el 24 de junio de 1984 en Hiroshima) es un exfutbolista japonés. Jugaba de centrocampista y su último club fue el Zweigen Kanazawa de Japón.

## Trayectoria

### Clubes
| Club                | País  | Año         |
| ------------------- | ----- | ----------- |
| Sanfrecce Hiroshima | Japón | 2003 - 2005 |
| Zweigen Kanazawa    | Japón | 2006 - 2008 |
| V-Varen Nagasaki    | Japón | 2006        |